# Aethelhere
Aethelhere (zm. 15 listopada 655) – król Anglów Wschodnich od 653/654 roku.
Był przypuszczalnie trzecim z czterech znanych synów Eniego; bratem Aethelrika, Anny i Aethelwolda.